# Artur da Távola
Artur da Távola GCIH • ComMM (Rio de Janeiro, 3 de janeiro de 1936 — Rio de Janeiro, 9 de maio de 2008), pseudônimo de Paulo Alberto Moretzsonh Monteiro de Barros, foi um professor, advogado, escritor e político brasileiro filiado ao Partido da Social Democracia Brasileira (PSDB). Pelo Rio de Janeiro, foi senador e deputado federal e estadual, ambos por dois mandatos. Pela capital homônima, foi secretário da Cultura durante o mandato de Cesar Maia.
Foi um dos fundadores do PSDB.
Iniciou sua vida política em 1960, no PTN, pelo estado da Guanabara. Dois anos depois, elegeu-se deputado constituinte pelo PTB. Cassado pela ditadura militar, viveu na Bolívia e no Chile entre 1964 e 1968. Tornou-se um dos fundadores do PSDB e o líder da bancada tucana na assembleia constituinte de 1988, quando defendeu alterações nas concessões de emissoras de televisão para permitir que fossem criados canais vinculados à sociedade civil. No mesmo ano, concorreu, sem sucesso, à prefeitura do Rio de Janeiro. Posteriormente, foi presidente do PSDB entre 1995 e 1996. Exerceu mandatos de deputado federal de 1987 a 1995 e senador de 1995 a 2003. Em 2001, foi por nove meses secretário da Cultura na cidade do Rio. Em 1999, anunciou sua saída do PSDB devido à nomeação do ex-ministro do governo Médici Pratini de Moraes para o Ministério da Agricultura e à condecoração do presidente peruano Alberto Fujimori, acusado de crimes contra a humanidade, por Fernando Henrique Cardoso. No entanto, não chegou a deixar o partido, permanecendo nele até seu falecimento em 2008.
Como jornalista, atuou como redator e editor em diversas revistas, notavelmente na Bloch Editores e foi colunista de televisão nos jornais Última Hora, O Globo e O Dia, sendo também diretor da Rádio Roquette-Pinto. Publicou diversos livros de contos e crônicas.
Artur da Távola teve livros com prefácios escritos por diversos famosos, tais como: Fernanda Montenegro, Pedro Bial, Carlos Vereza e Beth Faria.
Távola apresentava o programa Quem tem medo de música clássica?, na TV Senado onde demonstrava sua profunda paixão e conhecimento por música clássica e erudita. No encerramento de cada programa, ele marcou seus telespectadores com uma de suas mais célebres frases:
| “ | Música é vida interior, e quem tem vida interior jamais padecerá de solidão. | ” |

Seu compositor preferido era Vivaldi, a quem dedicou quatro programas especiais apresentando Le quattro stagioni em sua versão completa e executada pela Orquestra Filarmônica de Berlim. Também exibiu com exclusividade execuções da Orquestra Sinfônica Brasileira no Festival de Gramado nos anos de 2003 a 2007. Era apresentador de um programa de música erudita na TV Senado e de um programa sobre música na Rádio MEC.

## Origem
Filho de Paulo Moretzsohn Monteiro de Barros e Magdalena Koff. Seu avó materno, André Koff, era sírio, tendo imigrado para o Brasil em 1900 e se estabelecido em Garibaldi, no Rio Grande do Sul. Junto de outros sírios, desenvolveu papel importante no comércio e na vida social daquela cidade. Do lado paterno é descendente da tradicional família Monteiro de Barros, representante da nobiliarquia brasileira e com grande destaque na política e administração do país desde sua era colonial. Arthur da Távola era tetraneto de Romualdo José Monteiro de Barros, o barão de Paraopeba, e trineto de José Cesário de Miranda Ribeiro, Visconde de Uberaba.

## Trabalhos publicados[3]
- Mevitevendo — 1977
- Alguém Que Já Não Fui — 1978
- Cada Um No Meu Lugar — 1980
- Ser Jovem — 1981
- Leilão do Mim — 1981

Paulo Alberto Monteiro de Barros em 1960.

- Do Amor, da Vida e da Morte — 1983
- Do Amor, Ensaio de Enigma — 1983
- A Liberdade do Ver (Televisão em Leitura Crítica) — 1984
- O Ator — 1984
- Amor A Sim Mesmo — 1984
- Comunicação é Mito — 1985
- Calentura — 1986
- Maurice Ravel, Um Feiticeiro Sem Deus (livro) — 1988
- Vozes do Rio (opúsculo) — 1991
- Orestes Barbosa (opúsculo) — 1993
- Arte de Ser — 1994
- Notícia, Hiper-Realismo e Ética (opúsculo) — 1995
- A Telenovela Brasileira — 1996
- Diário Doido Tempo — 1996
- Raul de Leôni (opúsculo) — 1996
- Sem Organização Partidária não há Democracia (opúsculo) — 1996
- Olimpíadas de 2004 (opúsculo) — 1996
- Flamengo, 100 Anos de Paixão (opúsculo) — 1996
- O Viço da Leitura (opúsculo) — 1997
- Monteiro Lobato: O imaginário (opúsculo) — 1997
- Rio: Um olhar de amor — 1997
- Centenário da Morte de Brahms (opúsculo) — 1997
- Cem Anos Sem Carlos Gomes (opúsculo) — 1997
- 40 Anos de Bossa Nova — 1998
- A Cruz e Sousa em seu Centenário (opúsculo) — 1998
- Mulher (opúsculo) — 1998
- O Drama da Sexualidade Precoce (opúsculo) — 1998
- Liberdade de Ser — 1999
- Rui Barbosa, A Vitória das Derrotas (opúsculo) — 1999
- Ataulfo Alves 90 anos (opúsculo) — 1999
- TITO MADI — "O Acento Árabe do Canto no Brasil" (opúsculo) — 1999
- Trinta Anos sem Jacob (opúsculo) — 1999
- Nara Leão, o Canto da Resistência (opúsculo) — 1999
- CPIs "Para não acabar em pizza" (opúsculo) — 1999
- Em Flagrante — 2000
- Publicação não Disponível para o Comércio — (?)
- Poema para Palavra — (?)

## Prêmios e honrarias
Em 1995, como senador, Távola foi admitido já no grau de Grã-Cruz à Ordem do Infante D. Henrique, de Portugal. No ano seguinte, foi admitido pelo presidente Fernando Henrique Cardoso à Ordem do Mérito Militar no grau de Comendador especial.
- Ordem do Rio Branco Grau de Oficial Brasília, 20 de abril de 1994.
- Ordem de Bernardo O\'Higgins Grau de Gran Cruz Santiago do Chile, 9 de março de 1995.
- Ordem do Mérito Naval Grau de Grande Oficial Brasília, 11 de junho de 1995.
- Tribunal de Justiça do Estado do Rio de Janeiro Colar do Mérito Judiciário Rio de Janeiro, 8 de dezembro de 1995.

Em 16 de junho de 2007 o antigo Palacete Garibaldi, na Tijuca, passou a acolher o Centro Municipal de Referência da Música Carioca Artur da Távola.